# 10446 Siegbahn
10446 Siegbahn (3006 T-3) là một tiểu hành tinh vành đai chính.